# فيجن (عالم مارفل السينمائي)
فيجن شخصية خيالية جسّدها بول بيتاني في عالم مارفل السينمائي (MCU) ، مستوحاة من شخصية مارفل كومكس التي تحمل الاسم نفسه . ابتكره ألترون في الأصل ليعمل كجسده، وهو إنسان آلي ذكر (أو "سينثيزويد") مصنوع من الفيبرانيوم ، مزود بحجر العقل ، ومُحمّل ببرنامج جارفيس، وهو الذكاء الاصطناعي لتوني ستارك.
بعد هزيمة ألترون، انضم فيجن لاحقًا إلى المنتقمون وطور علاقة رومانسية مع عضو فريقه، واندا ماكسيموف . قُتل فيجن لاحقًا على يد ثانوس بعد أن أزال الأخير حجر العقل من رأس فيجن لإكمال قفاز اللانهاية من أجل بدء الوميض . في حزنها، خلقت ماكسيموف واقعًا زائفًا في ويستفيو، نيو جيرسي ، وأعادت إنشاء نسخة من فيجن وأنجبت منه طفلين، بيلي وتومي . أعيد تكليف جسد فيجن الحقيقي وإعادة برمجته لاحقًا بواسطة سورد ، الذي أصبح بمظهر أبيض بالكامل، لكنه استعاد ذكرياته لاحقًا بمساعدة فيجن البديلة لماكسيموف. حذف ماكسيموف لاحقًا النسخة البديلة بعد إعادة المدينة إلى حالتها الطبيعية.
ظهرت بيتاني بشخصية في أفلام المنتقمون: عصر ألترون (2015)، وكابتن أمريكا: الحرب الأهلية (2016)، والمنتقمون: الحرب اللانهائية (2018)، ولعب دور البطولة في مسلسل ديزني القصير واندا فيجن (2021). ظهرت نسخ بديلة من الشخصية في مسلسل الرسوم المتحركة "ماذا لو...؟" (2021–2024)، والذي أدت بيتاني صوته أيضًا